# Station Newbridge
Station Newbridge is een spoorwegstation in Newbridge in het  Ierse  graafschap Kildare. Het station ligt aan de lijn Dublin - Cork. Newbridge wordt bediend door forenzentreinen die rijden tussen Heuston en Kildare. Op werkdagen rijdt er een trein per uur.